# 深泽隧道
深泽隧道是日本是中央本線上的一条已废弃铁路隧道，位于山梨县甲州市境内，勝沼葡萄鄉站—甲斐大和站区间，现已改造为用于储存葡萄酒的隧道酒窖（トンネルワインカーヴ）。

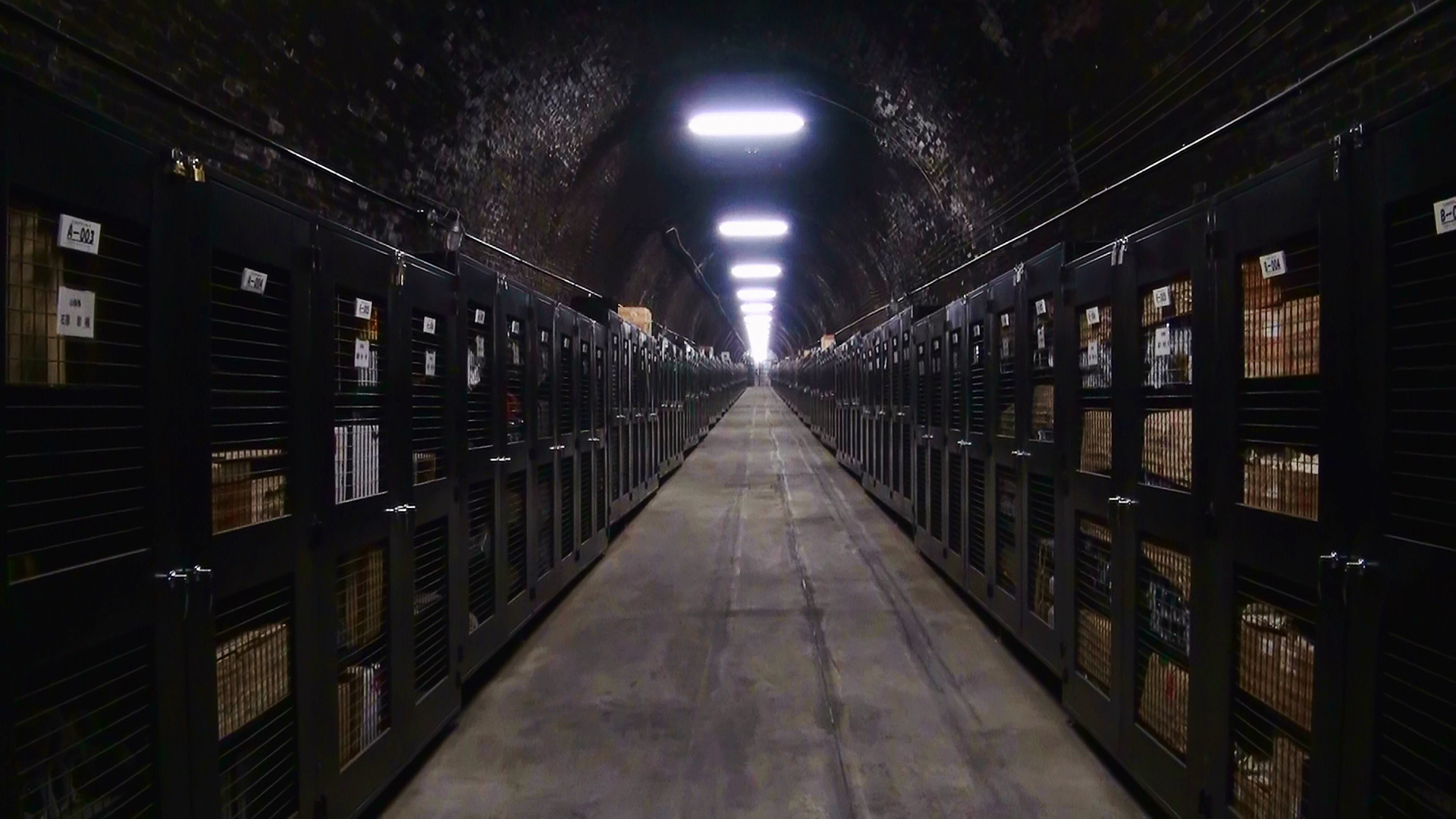
隧道内部

2005年铁路将舊深泽隧道与北侧的舊大日影隧道移交给地方，后者被改造为人行步道，2007年8月重新开通。
2005年，舊深泽隧道与舊大日影隧道入选土木學會選獎土木遺產，2007年入选經濟產業省的“近代化产业遗产名录”。